# Pilota-cosmonauta della Federazione Russa
Il titolo di pilota-cosmonauta della Federazione Russa (in russo Лётчик-космонавт Российской Федерации?, Lëtčik-kosmonavt Rossijskoj Federacii) è un titolo onorifico della Federazione Russa.

## Storia
L'onorificenza è stata istituita il 20 marzo 1992 per sostituire il titolo di Pilota-Cosmonauta dell'Unione Sovietica ed è stata assegnata per la prima volta l'11 agosto 1992.

## Assegnazione
L'onorificenza è assegnata ai cittadini per la straordinaria prodezza di volo spaziale.

## Insegne
- L'insegna è un pentagono con al centro l'immagine del globo terrestre con il territorio della Federazione Russa smaltato in blu. Una stella d'oro denota Mosca come il punto di origine di un percorso orbitale dorato che va in tutto il mondo prima di raggiungere un satellite argentato nella parte superiore sinistra del globo. Un secondo percorso orbitale, questa volta smaltato di rosso, inizia in basso al centro del globo salendo in un restringimento ad arco lungo la strada per raggiungere una navicella dorata sopra il globo. Lungo il bordo sinistro superiore del pentagono, sopra il globo, vi è la scritta dorata "PILOTA" (russo: ЛЕТЧИК), lungo il bordo superiore destro del pentagono sopra il globo, vi è la scritta dorata "COSMONAUTA" (russo: КОСМОНАВТ), lungo il bordo inferiore del pentagono sotto il globo, vi è la scritta dorata "RUSSIA" (russo: РОССИЯ), lungo i bordi sinistro e destro inferiore del pentagono, vi sono rami di alloro dorati. Sul rovescio dell'insegna vi è il numero di serie.
- Il nastro è per un terzo bianco, un terzo blu e un terzo rosso.

## Insigniti
1. Aleksandr Jur'evič Kaleri (11 agosto 1992)
2. Sergej Vasil'evič Avdeev (5 febbraio 1993)
3. Aleksandr Fëdorovič Poleščuk (23 luglio 1993)
4. Vasilij Vasil'evič Cibliev (14 gennaio 1994)
5. Jurij Vladimirovič Usačëv (18 agosto 1994)
6. Jurij Ivanovyč Malenčenko (24 novembre 1994)
7. Talğat Amankeldiulı Musabaev (24 novembre 1994)
8. Elena Vladimirovna Kondakova (10 aprile 1995)
9. Vladimir Nikolaevič Dežurov (7 settembre 1995)
10. Nikolaj Michajlovič Budarin (5 ottobre 1995)
11. Jurij Pavlovič Gidzenko (1º aprile 1996)
12. Jurij Ivanovič Onufrienko (16 ottobre 1996)
13. Valerij Grigor'evič Korzun (11 aprile 1997)
14. Aleksandr Ivanovič Lazutkin (10 aprile 1998)
15. Pavel Vladimirovič Vinogradov (10 aprile 1998)
16. Saližan Šakirovič Šaripov (10 aprile 1998)
17. Jurij Michajlovič Baturin (25 dicembre 1998)
18. Gennadij Ivanovič Padalka (5 aprile 1999)
19. Valerij Ivanovič Tokarev (10 settembre 1999)
20. Sergej Viktorovič Zalëtin (9 novembre 2000)
21. Boris Vladimirovič Morukov (9 aprile 2001)
22. Konstantin Mirovič Kozeev (10 aprile 2002)
23. Jurij Valentinovič Lončakov (10 ottobre 2002)
24. Michail Vladislavovič Tjurin (12 aprile 2003)
25. Fëdor Nikolaevič Jurčichin (21 settembre 2003)
26. Sergej Evgen'evič Treščëv (4 febbraio 2004)
27. Jurij Georgievič Šargin (23 febbraio 2005)
28. Oleg Valerievič Kotov (21 febbraio 2008)
29. Sergej Aleksandrovič Volkov (5 febbraio 2009)
30. Oleg Dmitrievič Kononenko (5 febbraio 2009)
31. Roman Jur'evič Romanenko (12 aprile 2010)
32. Maksim Viktorovič Suraev (30 ottobre 2010)
33. Oleg Ivanovič Skripočka (12 aprile 2011)
34. Michail Borisovič Kornienko (12 aprile 2011)
35. Aleksandr Aleksandrovič Skvorcov (12 aprile 2011)
36. Dmitrij Jur'evič Kondrat'ev (3 marzo 2012)
37. Andrej Ivanovič Borisenko (25 giugno 2012)
38. Aleksandr Michajlovič Samokutjaev (25 giugno 2012)
39. Anatolij Aleksejevič Ivanišin (2 novembre 2013)
40. Anton Nikolaevič Škaplerov (2 novembre 2013)
41. Oleg Viktorovič Novickij (28 maggio 2014)
42. Sergej Nikolaevič Revin (28 maggio 2014)
43. Evgenij Igorevič Tarelkin (28 maggio 2014)
44. Sergej Nikolaevič Rjazanskij (8 settembre 2015)
45. Oleg Germanovič Artem'ev (15 febbraio 2016)
46. Elena Olegovna Serova (15 febbraio 2016)
47. Aleksandr Aleksandrovič Misurkin (26 agosto 2016)
48. Aleksej Nikolaevič Ovčinin (10 settembre 2017)
49. Sergej Nikolaevič Ryžikov (13 novembre 2018)
50. Sergej Valer'evič Prokop'ev (11 novembre 2019)
51. Ivan Viktorovič Vagner (4 maggio 2022)
52. Sergej Vladimirovič Kud'-Sverčkov (15 luglio 2022)
53. Pëtr Valer'evič Dubrov (12 aprile 2023)
54. Denis Vladimirovič Matveev (5 febbraio 2024)
55. Sergej Vladimirovič Korsakov (15 febbraio 2024)
56. Anna Yuryevna Kikina (3 aprile 2024)
57. Dmitrij Aleksandrovič Petelin (12 aprile 2024)
58. Andrej Valer'evič Fedjaev (12 aprile 2024)